# Сугорские
Сугорские (Согорские, Согожские, Сокорские, Сунурские) — угасший русский княжеский род, Рюриковичи, ветвь князей Белозерских, происходящих от князей Ростовских.
Род внесён в Бархатную книгу.

## Происхождение и история рода
Произошёл от Василия Романовича Белозерского (XV колено от Рюрика), получившего в наследство восточный удел Белозерского княжества — Сугорское княжество. После правления его сына Юрия Васильевича, переехавшего княжить в Белозерск, линию сугорских князей продолжил Семён Васильевич Сугорский, имевший пятеро детей. Двое из них стали князьями Кемскими. Род Сугорских просуществовал до конца XVI века и пресёкся на праправнуке Семёна Васильевича — Захарии Ивановиче Сугорском (ум. 1582), служившем воеводой и дипломатом при Иване Грозном и возглавлявшем посольство к императору Максимилиану II в 1576 году.

## Дворяне Цыгоровы
Вызывает большое сомнение, что ветвью князей Сугорских считаются дворяне Цыгоровы (Цыгаревы). Якобы их родоначальником был один из сыновей князя Ивана Владимировича Сугорского — Григорий Иванович по прозвищу Цыгорь, упоминающийся в родословных росписях в числе детей боярских, принявших участие в походе на Югру. В Гербовнике указано, что родоначальником дворян Цыгоревы являлся Михаил Герасимович сын Цыгорев, написанный в 1619 году в числе городовых дворян и вёрстанный поместным окладом.

### Герб. Ч. VII. № 43.
Герб дворян Цыгоревых: в щите, разделённом надвое, в верхней половине в правом золотом поле, виден до половины чёрный орёл с распростёртым крылом, а в левом, серебряном поле — выходящая из облака в латы облачённая рука с мечом. В нижней половине в голубом поле две рыбы, расположенные крестообразно в реке (как у родов Белозерских князей).  Щит увенчан дворянским шлемом и короной, на поверхности которой означен до половины белый конь. Намёт на щите: золотой, подложен голубым.

## Известные представители
| №                                                | Имя, Отчество                                    | № отца                                           | Примечания |
| Родословная роспись по А.Б. Лобанову-Ростовскому | Родословная роспись по А.Б. Лобанову-Ростовскому | Родословная роспись по А.Б. Лобанову-Ростовскому | Родословная роспись по А.Б. Лобанову-Ростовскому                                                                    |
| ------------------------------------------------ | ------------------------------------------------ | ------------------------------------------------ | --- |
| 1                                                | Семён Васильевич Кемский и Сугорский             |                                                  | Родоначальник |
| 2                                                | Владимир Семёнович Сугорский                     | 1                                                | Родоначальник старшей, угасшей ветви князей Сугорских.                                                              |
| 3                                                | Фёдор Семёнович Сугорский Дурак                  | 1                                                | Бездетный |
| 4                                                | Давыд Семёнович Кемский                          | 1                                                | Родоначальник угасшего княжеского рода Кемские, женат на Феодосии.                                                  |
| 5                                                | Дмитрий Семёнович Сугорский                      | 1                                                | Родоначальник младшей, угасшей ветви князей Сугорских.                                                              |
| 6                                                | Константин Семёнович Кемский                     |                                                  | Бездетный, принял постриг.                                                                                          |
| 7                                                | Иван Владимирович Кривой                         | 2                                                | |
| 8                                                | Иван Дмитриевич                                  | 5                                                | |
| 9                                                | Григорий Иванович Цигорь                         | 7                                                | Родоначальник дворянского рода Цыгоровы (Цигоревы, в родословных не указаны).                                       |
| 10                                               | Владимир Иванович                                | 7                                                | В 1499 году участвовал с князем Курбским в походе на Югру.                                                          |
| 11                                               | Иван Иванович Лыско                              | 8                                                | |
| 12                                               | № Иванович Ворона                                | 8                                                | |
| 13                                               | Иван Иванович Ахметка                            | 8                                                | Жена: Мария. |
| 14                                               | Афанасий Иванович                                | 8                                                | |
| 15                                               | Фёдор Иванович                                   | 8                                                | |
| 16                                               | Данила Григорьевич                               | 9                                                | |
| 17                                               | Захарий Иванович                                 | 13                                               | |
| 18                                               | Константин Иванович                              | 13                                               | Супруга княжна Мария Ивановна Кемская.                                                                              |
| 19                                               | Соломонида Константиновна                        | 18                                               | В первом браке за князем Андреем Юрьевичем Пронском. Во втором (с 1542) — за князем Данилою Васильевичем Хованским. |
| Княжеский род Сугорских угас                     |                                                  |                                                  | |
| 20                                               | № Иванович Отметень                              | 8                                                | Показан в родословной росписи поданной в 1682 году в Палату родословных дел.                                        |